# Haukkavuori Vandtårn
Haukavuori Vandtårn eller Haukavuori udsigtstårn er et udsigtstårn på Kotka ø i Kotka centrum. Tårnet er beliggende cirka 72 moh.  Fra tårnet kan man blandt andet se øen Hogland (med bjerget Haukkavuori) cirka 40 km mod syd.

## Historien
Bygningen som oprindeligt var et vandtårn blev tegnet af arkitekt Jussi Paatela. Konstruktionen påbegyndtes i 1914, men tårnet blev først taget i brug i 1920, forsinket af blandt andet den finske borgerkrig. Ifølge Paatelas tegninger skulle tårnet endda være en del af en omfattende slotskonstruktion i jugendstil. Dette var også planen frem til anden verdenskrig. Efter anden verdenskrigs afslutning fandtes dog ingen penge for et sådant projekt og jugendstil var heller ikke længere moderne. Under anden verdenskrig overvågede Lotta Svärd-organisationen luftrummet fra tårnet.
Vandtårnet blev omdannet til udsigtstårn i 1960'erne i og med at Metsola vandtårn stod færdigt.. Det gamle vandreservoir omdannedes senere til kunstgalleri.